# Фердинанд Шернер
Фердинанд Шернер (Минхен, 12. јун 1892 — Минхен, 2. јул 1973) је био последњи немачки официр који је био унапређен у чин фелдмаршала. Био је један од 27 људи који су награђени Витешким крстом са храстовим лишћем, мачевима и дијамантима. Био је познат по својој бруталности и до краја рата је постао Хитлеров омиљени командант. Последњи је умро од свих немачких фелдмаршала.

## Биографија

### Први светски рат
Шернер је у својој 18. години напустио школу и прикључио се Баварској армији као добровољац. Након завршетка војног рока, вратио се у Минхен и завршио основну школу. Кад је почео Први светски рат, Шернеру је додељен официрски чин. Током рата, Шернер је служио у Немачком алпском корпусу. Шернер је са својом јединицом, учествовао у неким од најкрвавијих битака у рату, као што је Верденска битка. Током већег дела рата је командовао водом. Када је, 17. октобра 1917. немачка 17. армија напала италијанску линију одбране близу реке Исонзо, Шернер и његова јединица су заузеле брдо 1114, које се налазило на злогласном гребену Коловрат. За овај подухват је награђен Орденом за заслуге.

### Међуратни период
Након рата, Шернер се као, и доста Немаца, упустио у бављење десно оријентисаном политиком. Био је члан паравојне групе под командом Ритера фон Епа. Та група је већину времена провела борећи се против комунизма. Почетком двадесетих година, Шернер се прикључио Рајхсверу. Током 1923. учествовао је у гушењу Пивничког пуча, а након пуштања Хитлера из затвора, прикључио се Нацистичкој партији. До 1934. напредовао је до чина мајора и пребачен је на службу у генералштаб.

### Други светски рат
Шернер је 1937. постављен на место команданта 98. планинског пука. Његова јединица је у Походу на Пољску показала велику храброст тиме што је заузела брдо 374 и узвишење Зболска. Шернер је 1940. унапређен у чин пуковника. Са својом јединицом је учествовао у борбама у Белгији и Француској. Након похода у Француској, Шернер је преузео команду над 6. планинском дивизијом, која је пребачена на Балкан. Та јединица је учествовала у бици за Грчку, и пресецању линија снабдевања Грчке војске у правцу Солуна. 6. планинска дивизија и 2. СС дивизија су неколико недеља касније освојили Атину. Због овога, Шернер је награђен Гвозденим крстом.
По почетку операције Барбароса, Шернерова јединица је била распоређена на положаје у Арктичком сектору на источном фронту. Главни задатак те јединице је био да задржи под контролом комплекс фабрике никла у близини реке Печенга. Када су Сојвети извршили офанзиву на северни део фронта, Шернерова јединица је учествовала у одбрани. Постоје информације да је Шернер лично учествовао у блиској борби против совјетских војника. Током тих борби 6. планинска дивизија је имала велике губитке.
У јануару 1942. Шернер је унапређен у чин генерал-мајора и преузео је команду над Норвешким коњичким корпусом. Док је био на тој позицији, одбио је Совјетску офанзиву. Током 1943. преузео је команду над 40. панцер корпусом, који је био стациониран у Украјини, на мостобрану код Никопоља. 30. јануара положаје 40. корпуса је напао цео 4. украјински фронт. Након тога, Осма гардијска apмија под командом Василија Чујкова је напала из правца јужно од Никопоља. 2. фебруара, руске снаге су напредовале у правцу железничке пруге кооја је повезивала Никопољ са тертиторијом под контролом Немачке. Два дана након тога, Шернер је наредио повлачење да би се избегло потпуно уништење корпуса. Немци су сад држали само мостобран на Дњепру.
Шернер је након ове операције преузео команду над Групом армија А (касније названа Група армија Јужна Украјина). Ова јединица се састојала од две немачке(6. и 8.) и две румунске армије (3. и 4.) и једне армије која је имала у себи и румунске и немачке јединице.
Шернер је 7. априла 1944. послат у инспекцију трупа на Криму. Закључио је да је све било у најбољем реду што није било тачно. 17. армија која је била одређена за одбрану Крима је била лоше припремљена и наоружана. Један дан након инспекције, 17. армија је нападнута и скоро цела уништена. Само мањи део јединице је успео да се повуче у Севастопољ и да учествује у одбрани тог града. Шернер је покушао да убеди Хитлера да се Севастопољ евакуше, што је Хитлер одбио. Након тога, Шернер је издао наредбу да ће сваки војник који покуша да дезертира бити упуцан. Совјети су извршили напад на Севастопољ 5. маја и том приликом, 43.000 немачких војника је заробљено.
Након пораза на Криму, Шернеру је под команду дата Група армија Север, која је учествовала у одбрани балтичких земаља. Његова група армија је имала знатно мање војника од совјетских јединица, и Група армија Центар је од његових положаја била удаљена око 45 km. Шернер је проценио ситуацију, и видео да нема велике шансе да одбрани Естонију. У разговору са Хитлером је тражио да се повуче из Естоније и да се она препусти Русима, што је Хитлер одбио. Совјети су 14. септембра извршили напад са 130 дивизија. Шернер је молио да се одобри повлачење, што је Хитлер овај пут дозволио. Након полвачења из Естоније, ова Група армија је до краја рата остала блокирана у Курландском џепу.
Следећа команда коју је Шернер преузео је била у јануару 1945. и то Групе армија Центар. Добио је команду да задржи Шлезиjу под контролом, по сваку цену. Када су Совјети покренули офанзиву, Група армија Центар је одбачена на положаје у Чехословачкој. У марту, Шернер и Хитлер су предвидели да ће следећи напад кренути преко Прага. Након тога, Хитлер је наредио да се Група армија Центар ојача са додатних 600.000 војника. Шернер је 5. априла унапређен у чин фелдмаршала. У правцу положаја његових јединица се кретало око 1,6 милиона избеглица и војника, које су побегле од Совјета који су брзо напредовали. Шернер је био познат по томе што је скидао ордење и ознаке чинова са војника који су се повукли након борби са Совјетима у овом периоду кампање. Често је осуђивао на смрт војнике који су се дезертирали.
Берлин је 24. априла био опкољен од стране совјетских јединица, и Хитлер је 27. априла издао обавештење да ће у случају његове смрти, Шернер преузети команду над војском.  Након тога, Шернер је дезертирао и покушао авионом да побегне у Баварску. То није успео јер му је авион пао у Аустрији. Шернер је ту остао до доласка америчких трупа које су га ухапсиле. Након тога, Американци су га предали Совјетима, који су му судили и осудили га на казну затвора од 25 година. Одслужио је само 10 година казне, након чега се вратио у Немачку. Ту му је суђено за убијање немачких војника и осуђен је на четири ипо године затвора. Након изласка из затвора 1963. остао је да живи у Немачкој у којој је живео у сиромаштву све до смрти 1973. године.